# Qingtuan

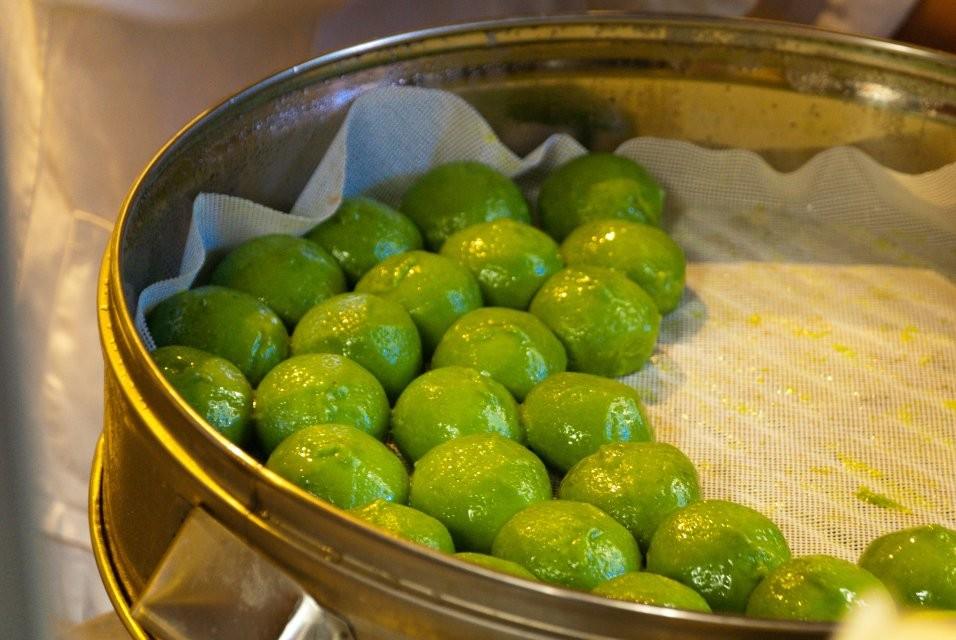
Exemplos de qingtuans.

Qingtuan é um bolinho de massa verde típico da culinária chinesa. Este bolinho é mais consumido durante o Festival Qingming, realizado no início de abril na China. O bolinho é classificado como sobremesa ou petisco, no entanto, seu sabor não é claramente identificável se salgado ou doce.
A maior parte dos qingtuans consumidos na China são preparados e consumidos como comida de rua. Há versões do qingtuan industrializadas, embaladas e vendidas em lojas, porém este tipo costuma apresentar perda de qualidade e frescor. Em 2014, uma inspeção de 57 embalagens de qingtuans vendidos em lojas na região de Shangai identificou a presença de 7 tipos de aditivos ilegais ou a presença de níveis inaceitáveis de bactérias.

## Origem

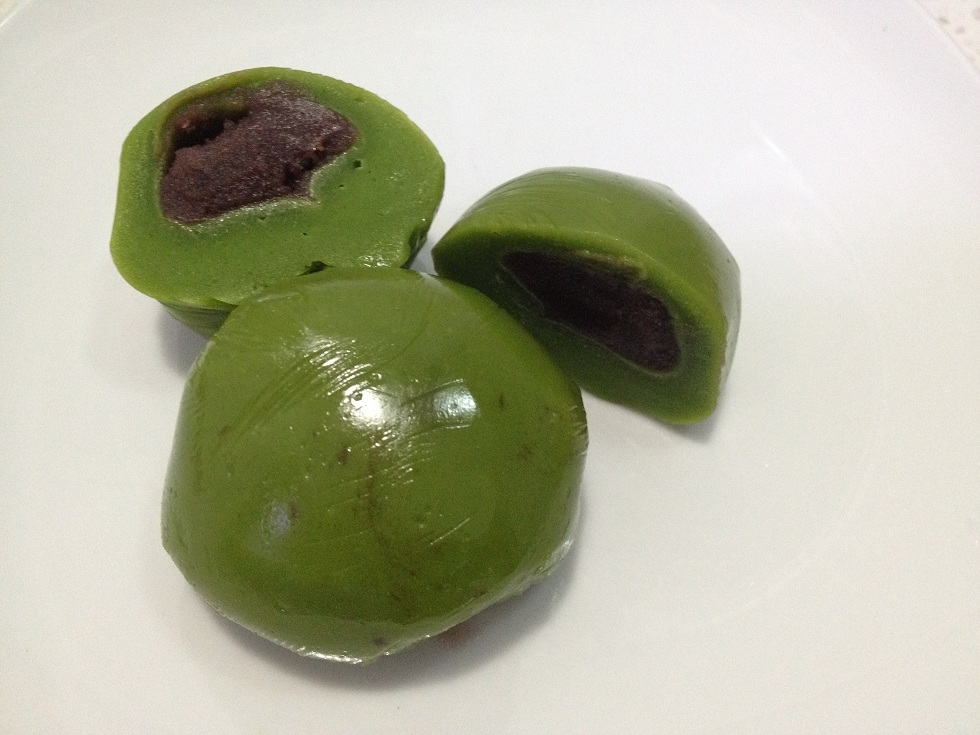
Qingtuan cortado, expondo o recheio de feijão.

O nome deste bolinho é originário do mandarim, qingtuan (em chinês: 青糰), que significa 'liga da juventude'.
De acordo com a lenda chinesa, o qingtuan originou-se quando, durante o Festival Qingming. Um general de nome Chen Taiping estava sendo perseguido por um regimento da Dinastia Qing. Um fazendeiro da região ajudou-o a esconder-se. Na tentativa de descobrir onde Chen estava, o regimento Qing passou a fazer buscas e inspeções e revistar todas as pessoas que entravam e saíam da vila, na tentativa de impedir que levassem alimento a Chen.
O fazendeiro voltava para sua casa pensando como levaria comida até Chen, quando acidentalmente tropeçou em uma moita de artemísia, e ao levantar-se percebeu que suas mãos e joelhos estavam manchados de cor verde, o que lhe deu uma ideia. Ele colheu alguns ramos de artemísia e levou-os para casa, lavou-os e os cozinhou até extrair completamente um líquido verde. Então, misturou o líquido a arroz glutinoso e os enrolou fazendo alguns bolinhos; depois, encobriu-os com grama para passar pela inspeção do regimento Qing, conseguindo assim enganá-los. Chen comeu os bolinhos e achou que eles eram muito saborosos e fáceis de mastigar, não grudando nos dentes. Durante a noite, Chen conseguiu fugir em segurança e retornar ao seu exército. Quando chegou, contou sua experiência ao seu superior e como havia conseguido sobreviver comendo estes bolinhos. O superior achou isso muito útil, e deu ordens para que todo o exército aprendesse a preparar os bolinhos, para sua própria proteção. Assim, a tradição de comer qingtuans se tornou rapidamente difundida.

## Ingredientes e forma de preparo
O Qingtuan é feito de arroz glutinoso misturado com artemísia chinesa ou cevada. O bolinho é recheado com um creme de doce de feijão vermelho ou preto. Para dar a coloração verde, é utilizado suco de vegetais.